# Vestanaukko
Vestanaukko är en fjärd i Finland. Den ligger i Gustavs i landskapet Egentliga Finland, i den sydvästra delen av landet, 210 km väster om huvudstaden Helsingfors.
Vestanaukko ligger mellan Katkuru i väster och Kaurissalo i öster.